# Gifu Kyōritsu Daigaku
Die Gifu Kyōritsu Daigaku (jap. 岐阜協立大学, dt. Kyōritsu-Universität Gifu, engl. Gifu Kyoritsu University, kurz: Gikyōdai (岐協大)) ist eine private japanische Universität in Ōgaki in der Präfektur Gifu, die 1967 gegründet wurde. Sie war bis März 2019 unter dem Namen Gifu College of Economics bekannt. Die Universität umfasst drei Fakultäten, fünf Fachbereiche sowie eine Graduiertenschule und bietet Kurse in Volkswirtschaftslehre, Betriebswirtschaftslehre und Pflegewissenschaft an sowie Japanischkurse für internationale Studenten.　

## Geschichte

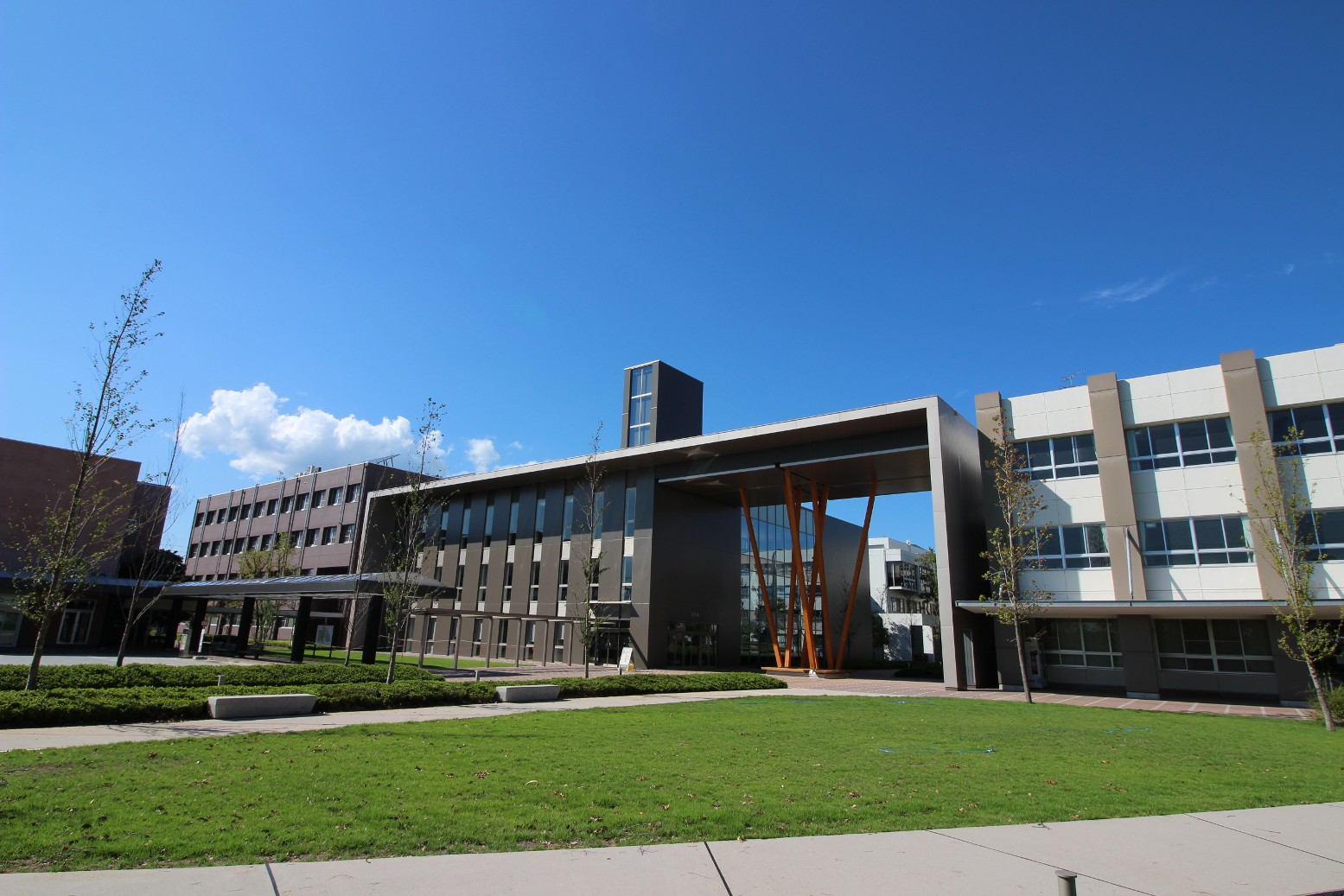
Blick auf den Campus Kitagata

1967 wurde das Gifu College of Economics durch die Kommune gegründet und mit einer Fakultät für Wirtschaftswissenschaften eröffnet. Da keine der Universitäten der Präfektur Gifu zu diesem Zeitpunkt über eine Wirtschaftsfakultät verfügte, wurde das College als erste öffentlich finanzierte, privat geführte sozialwissenschaftliche Universität in der Präfektur Gifu gegründet. 1981 erfolgte die Gründung des Instituts für Regionalökonomie und fünf Jahre später die Aufnahme des Fachbereichs Industriemanagement in die Fakultät für Wirtschaftswissenschaften. Die Abteilungen für Industriebetriebslehre und für Wirtschaftsinformatik  wurden 1994 eingerichtet. 2000 eröffnete die Fakultät für Wirtschaftswissenschaften den Lehrstuhl für Sozialpolitik. Neben der Eröffnung der Graduate School of Business Administration (Masterstudiengang) und dem Start des Japanisch-Sprachprogramms für internationale Studierende wurde 2001 das Forschungsinstitut für IT gegründet, 2003 das Zentrum für die Förderung der regionalen Zusammenarbeit und 2006 der Lehrstuhl für Sportmanagement.
Eine vom Minister für Gesundheit, Arbeit und Soziales benannte und genehmigte Ausbildungsstätte für Pflegekräfte wurde 2007 eingerichtet. 2008 wurde der Lehrstuhl für Sozialpolitik der Fakultät für Wirtschaftswissenschaften in Lehrstuhl für klinische Wohlfahrt und Gemeinwesen umbenannt, der Lehrstuhl für Wirtschaftsinformatik wiederum in Lehrstuhl für Informations- und Medienwissenschaft. 2012 wurde der Lehrstuhl für klinische Wohlfahrt und Gemeinwesen der Fakultät für Volkswirtschaftslehre zum Lehrstuhl für Public Policy umgewidmet. Das Gifu College of Economics wurde 2019 in Gifu Kyōritsu Daigaku umbenannt und ein Lehrstuhl für Krankenpflege an der Fakultät für Pflegewissenschaft eingerichtet.

## Kooperationen mit anderen Hochschulen
Im Jahr 1999 erfolgte die Gründung des Softopia-Labors für Gemeinschaftsforschung, zudem wurden mit der Shanghai University of Finance and Economics ein Abkommen über den Austausch im Bereich Bildung und Wissenschaft und mit der Universität Okinawa ein Studentenaustauschabkommen unterzeichnet. Ein weiteres Studentenaustauschabkommen wurde 2000 mit der Universität von Hawaii abgeschlossen. Mit der Jiangxi Normal University wurde 2008 ein Abkommen über Ausbildung und akademischen Austausch unterzeichnet. 2016 erfolgte die Unterzeichnung eines Studentenaustauschabkommens mit der Nanchang Aviation University, eines Studentenaustauschabkommens mit der Jiangxi University of Finance and Economics sowie eines Abkommens mit der Universität Da Nang in Vietnam über  Bildungs- und Stipendiatenaustausch.

## Fakultäten
- Fakultät für Volkswirtschaftslehre
  - Lehrstuhl für Volkswirtschaftslehre
  - Lehrstuhl für Public Policy
- Fakultät für Betriebswirtschaftslehre
  - Lehrstuhl für Informations- und Medienwissenschaft
  - Lehrstuhl für Sportmanagement
- Fakultät für Pflegewissenschaft
  - Lehrstuhl für Krankenpflege